# Esqui cross-country nos Jogos Olímpicos de Inverno de 2018 - Velocidade por equipes masculino
A competição de velocidade por equipes masculinas do esqui cross-country nos Jogos Olímpicos de Inverno de 2018 foi disputada em 21 de fevereiro no Centro de Esqui Cross-Country Alpensia, em Pyeongchang.

## Medalhistas
| Ouro   | NOR Martin Johnsrud Sundby / Johannes Høsflot Klæbo |
| Prata  | OAR Denis Spitsov / Aleksandr Bolshunov             |
| Bronze | FRA Maurice Manificat / Richard Jouve               |

## Resultados

### Semifinais
28 equipes participaram das semifinais. Avançam para a final as duas primeiras de cada bateria, mais as seis melhores por tempo. O revezamento se deu em quatro pernas, sendo que cada atleta percorreu o trajeto duas vezes.
| Pos. | Bateria | Bib | País                                                              | Tempo    | Diferença |
| ---- | ------- | --- | ----------------------------------------------------------------- | -------- | --------- |
| 1    | 1       | 15  | OAR Atletas Olímpicos da Rússia Denis Spitsov Aleksandr Bolshunov | 15:58.84 | Q         |
| 2    | 1       | 16  | SWE Suécia Marcus Hellner Calle Halfvarsson                       | 15:58.99 | Q         |
| 3    | 1       | 19  | GER Alemanha Sebastian Eisenlauer Thomas Bing                     | 16:00.55 | LL        |
| 4    | 1       | 18  | FIN Finlândia Martti Jylhä Ristomatti Hakola                      | 16:01.41 | LL        |
| 5    | 1       | 20  | CZE República Checa Martin Jakš Aleš Razým                        | 16:08.78 | LL        |
| 6    | 1       | 17  | GBR Grã-Bretanha Andrew Musgrave Andrew Young                     | 16:30.62 |           |
| 7    | 1       | 21  | BLR Bielorrússia Michail Semenov Yury Astapenka                   | 16:32.31 |           |
| 8    | 1       | 22  | AUT Áustria Bernhard Tritscher Dominik Baldauf                    | 16:43.69 |           |
| 9    | 1       | 24  | ROU Romênia Paul Constantin Pepene Alin Florin Cioancă            | 16:52.38 |           |
| 10   | 1       | 25  | ESP Espanha Imanol Rojo Martí Vigo del Arco                       | 16:59.83 |           |
| 11   | 1       | 26  | SLO Eslovênia Miha Šimenc Janez Lampič                            | 17:24.79 |           |
| 12   | 1       | 28  | LTU Lituânia Mantas Strolia Modestas Vaičiulis                    | 17:41.73 |           |
| 13   | 1       | 27  | KOR Coreia do Sul Kim Magnus Kim Eun-ho                           | 17:56.71 |           |
| 14   | 1       | 23  | TUR Turquia Ömer Ayçiçek Hamza Dursun                             | 18:45.78 |           |
| 1    | 2       | 1   | NOR Noruega Martin Johnsrud Sundby Johannes Høsflot Klæbo         | 16:03.97 | Q         |
| 2    | 2       | 4   | FRA França Maurice Manificat Richard Jouve                        | 16:04.45 | Q         |
| 3    | 2       | 6   | USA Estados Unidos Erik Bjornsen Simi Hamilton                    | 16:04.69 | LL        |
| 4    | 2       | 3   | ITA Itália Dietmar Nöckler Federico Pellegrino                    | 16:07.19 | LL        |
| 5    | 2       | 7   | CAN Canadá Len Väljas Alex Harvey                                 | 16:07.24 | LL        |
| 6    | 2       | 2   | SUI Suíça Roman Furger Dario Cologna                              | 16:10.52 |           |
| 7    | 2       | 10  | POL Polônia Dominik Bury Maciej Staręga                           | 16:21.83 |           |
| 8    | 2       | 5   | KAZ Cazaquistão Denis Volotka Alexey Poltoranin                   | 16:30.10 |           |
| 9    | 2       | 8   | EST Estônia Marko Kilp Karel Tammjärv                             | 16:30.30 |           |
| 10   | 2       | 11  | UKR Ucrânia Andrii Orlyk Oleksii Krasovskyi                       | 17:32.50 |           |
| 11   | 2       | 12  | SVK Eslováquia Peter Mlynár Andrej Segeč                          | 17:34.12 |           |
| 12   | 2       | 9   | BUL Bulgária Yordan Chuchuganov Veselin Tzinzov                   | 17:38.26 |           |
| 13   | 2       | 13  | AUS Austrália Callum Watson Phillip Bellingham                    | 17:38.36 |           |
| 14   | 2       | 14  | CHN China Wang Qiang Sun Qinghai                                  | 18:11.95 |           |

### Final
A final foi disputada às 19:30 por dez equipes. Assim como nas semifinais, o revezamento foi dividido em quatro segmentos, com cada atleta percorrendo o trajeto duas vezes.
| Pos. | Bib | País                                                              | Tempo    | Diferença |
| ---- | --- | ----------------------------------------------------------------- | -------- | --------- |
| 01 ! | 1   | NOR Noruega Martin Johnsrud Sundby Johannes Høsflot Klæbo         | 15:56.26 | —         |
| 02 ! | 15  | OAR Atletas Olímpicos da Rússia Denis Spitsov Aleksandr Bolshunov | 15:57.97 | +1.71     |
| 03 ! | 4   | FRA França Maurice Manificat Richard Jouve                        | 15:58.28 | +2.02     |
| 4    | 16  | SWE Suécia Marcus Hellner Calle Halfvarsson                       | 15:59.33 | +3.07     |
| 5    | 3   | ITA Itália Dietmar Nöckler Federico Pellegrino                    | 16:14.81 | +18.55    |
| 6    | 6   | USA Estados Unidos Erik Bjornsen Simi Hamilton                    | 16:16.98 | +20.72    |
| 7    | 20  | CZE República Checa Martin Jakš Aleš Razým                        | 16:24.83 | +28.57    |
| 8    | 7   | CAN Canadá Len Väljas Alex Harvey                                 | 16:31.86 | +35.60    |
| 9    | 18  | FIN Finlândia Martti Jylhä Ristomatti Hakola                      | 16:32.30 | +36.04    |
| 10   | 19  | GER Alemanha Sebastian Eisenlauer Thomas Bing                     | 16:42.20 | +45.94    |

Legenda
| Recorde mundial      | Recorde mundial (World record)               |                       | Recorde africano                      | Recorde africano (African) |                                           | Q | Classificado por posição (Qualified) |
| Recorde olímpico     | Recorde olímpico (Olympic record)            | Recorde da América    | Recorde da América (Americas)         | q                          | Classificado por melhor tempo (Qualified) |   |                                      |
| Melhor marca do ano  | Melhor marca do ano (World leading)          | Recorde asiático      | Recorde asiático (Asian)              | DNS                        | Não largou (Did not start)                |   |                                      |
| Recorde nacional     | Recorde nacional (National record)           | Recorde europeu       | Recorde europeu (European)            | DNF                        | Não terminou (Did not finish)             |   |                                      |
| Recorde pessoal      | Recorde pessoal do atleta (Personal best)    | Recorde da Oceania    | Recorde da Oceania (Oceania)          | DSQ / DQ                   | Desclassificado (Disqualified)            |   |                                      |
| Recorde da temporada | Recorde da temporada do atleta (Season best) | Recorde sul-americano | Recorde sul-americano (South America) | NM                         | Sem marca (No mark)                       |   |                                      |

### Esqui cross-country
| Penalizado com cartão amarelo | Penalizado com o cartão amarelo (Yellow card)                                           |  |  |  |
| LL                            | Classificado por tempo (Lucky loser)                                                    |  |  |  |
| PF                            | Vencedor definido por photo finish (Photo finish)                                       |  |  |  |
| LAP                           | Ultrapassado pelo líder (Lapped)                                                        |  |  |  |
| DQB                           | Desclassificado por conduta antidesportiva (Disqualified for unsportsmanlike behaviour) |  |  |  |
| RAL                           | Ranqueado como último (Ranked as last)                                                  |  |  |  |